# Mauritania en los Juegos Olímpicos de Río de Janeiro 2016
Mauritania estuvo representada en los Juegos Olímpicos de Río de Janeiro 2016 por dos deportistas, un hombre y una mujer, que compitieron en atletismo.
El portador de la bandera en la ceremonia de apertura fue el atleta Yidu El-Mojtar. El equipo olímpico mauritano no obtuvo ninguna medalla en estos Juegos.